# San Juan Cosalá
San Juan Cosalá es una localidad mexicana ubicada en el estado de Jalisco, dentro del municipio de Jocotepec.
La localidad es conocida por sus aguas termales y la vista panorámica a la Laguna de Chapala además de los Spa que se encuentran en la localidad.

## Ubicación
San Juan Cosalá se encuentra en las coordenadas 20°17'11"N 103°20'11"O a 1530 m s. n. m. Se encuentra a 10 km de Jocotepec la cabecera municipal y a 20 km de Chapala.

## Demografía
Según el censo del 2020 la localidad de San Juan Cosalá tenía una población de 8453 habitantes de los cuales 4293 eran mujeres y 4160 eran hombres.
La población de  0 a 2 años era de 537, de 3 a 5 años eran 557, de 6 a 11 años eran 1130, la población de 18 a 24 años era de 1076 y la de 60 y más eran 882 personas.